# Plioceno
| Era Eratema | Período Sistema | Época Serie | Edad Piso                   | Inicio, en millones de años |
| ----------- | --------------- | ----------- | --------------------------- | --------------------------- |
| Cenozoico   | Cuaternario     | Cuaternario | Cuaternario                 | 2,58                        |
| Cenozoico   | Neógeno         | Plioceno    | Piacenziense Piacenziano    | 3,60                        |
| Cenozoico   | Neógeno         | Plioceno    | Zancliense Zancliano        | 5,33                        |
| Cenozoico   | Neógeno         | Mioceno     | Messiniense Mesiniano       | 7,25                        |
| Cenozoico   | Neógeno         | Mioceno     | Tortoniense Tortoniano      | 11,62                       |
| Cenozoico   | Neógeno         | Mioceno     | Serravalliense Serravaliano | 13,82                       |
| Cenozoico   | Neógeno         | Mioceno     | Langhiense Langhiano        | 15,98                       |
| Cenozoico   | Neógeno         | Mioceno     | Burdigaliense Burdigaliano  | 20,45                       |
| Cenozoico   | Neógeno         | Mioceno     | Aquitaniense Aquitaniano    | 23,04                       |
| Cenozoico   | Paleógeno       | Paleógeno   | Paleógeno                   | 66,00                       |

El Plioceno es la segunda y última serie y época del Neógeno en la escala temporal geológica. Sucede al Mioceno y precede al Pleistoceno (primera época del Cuaternario) . Comienza hace 5,33 millones de años y finaliza hace 2,59 millones de años. Anteriormente comprendía también el Gelasiense (finalizando hace 1,8 millones de años), pero una revisión en 2009 de la Comisión Internacional de Estratigrafía ha pasado esta época al Pleistoceno.
El Plioceno fue nombrado de esta forma por Charles Lyell, y proviene de las palabras griegas pleion (más) y kainos (nuevo), y significa algo parecido a "continuación de lo reciente", refiriéndose a los mamíferos esencialmente modernos.

## Subdivisiones del Plioceno
La Comisión Internacional de Estratigrafía reconoce las siguientes edades/pisos del Plioceno, de la más joven a la más antigua (orden estratigráfico):
- Piacenziense (3,600-2,58 millones de años)
- Zancliense (5,333-3,600 millones de años)

## Paleogeografía del Plioceno
Los continentes continuaron su deriva hacia sus posiciones actuales, moviéndose desde sus posiciones originales hasta 250 km de distancia de sus posiciones actuales, hasta posiciones a sólo 70 km de las actuales. Sudamérica se unió a Norteamérica a través del istmo de Panamá durante el Plioceno, trayendo consigo el fin casi total de la distintiva fauna marsupial sudamericana. La formación del Istmo tuvo grandes consecuencias sobre las temperaturas globales, ya que las corrientes ecuatoriales cálidas fueron cortadas y comenzó un ciclo de enfriamiento en el Atlántico, al mismo tiempo que las aguas árticas y antárticas se comenzaron a enfriar en el ahora aislado océano Atlántico.
La colisión de África con Europa formó el mar Mediterráneo, cortando los restos del mar de Tetis. Al mismo tiempo, los cambios en el nivel del mar expusieron el puente de tierra entre Alaska y Chukotka (Rusia), actualmente cubierto por el estrecho de Bering.
Las rocas marinas del Plioceno están bien expuestas en el Mediterráneo, en la India y en China. En otros lados, están generalmente expuestas cerca de las costas.

## Océanos del Plioceno

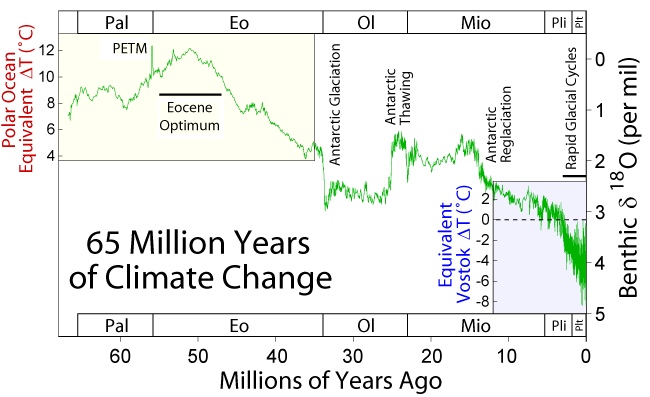
Evolución del clima en los últimos 65 millones de años en base medidas del isótopo ^{18}O. Durante el Plioceno el clima se enfrió.

Los océanos permanecieron relativamente cálidos durante el Plioceno, a pesar del enfriamiento constante. Se formó el hielo ártico, secando el clima e incrementando las corrientes frescas y superficiales en el Atlántico Norte. Las corrientes profundas y frías, por su parte, fluían desde el Antártico.
La formación del istmo de Panamá hace alrededor de 3,5 millones de años cortó los restos finales de lo que antes era una corriente circunecuatorial que existía durante el Cretáceo y la era Cenozoica temprana; dicha interrupción pudo haber contribuido al enfriamiento mundial de los océanos.
Los mares del Plioceno permanecieron vivos con vacas marinas, focas y leones marinos.

## Clima del Plioceno
Durante este periodo se producen varias fluctuaciones climáticas, un periodo cálido temprano (de 5 a 3,5 m.a.), un periodo de 300 mil años desde 3,3 a 3 m.a. conocido como “óptimo climático del Plioceno Medio”, y un periodo posterior inestable, plioceno tardío, asociado a las posteriores glaciaciones sucesivas que se darían en el periodo siguiente, el pleistoceno.
Los niveles medios del mar se encontraban 25 metros por encima del actual debido a la descongelación de los polos. 
Existían estaciones, dándose en verano una práctica fusión total del hielo polar, y en invierno una extensión del hielo similar a la del verano actual. 
Un cambio en el clima, más árido y seco, y de la vegetación, más adaptada a climas secos, parece una de las circunstancias que contribuyeron a la diferenciación de los antepasados del género Homo en el este de África, los australopitecos, que fueron los primeros homininos eminentemente bípedos. 
La pérdida de bosques por sabanas pudo espolear las posteriores glaciaciones del final del periodo plioceno y del siguiente (pleistoceno)
Las temperaturas de este periodo se usan para modelizar los posibles cambios que nos esperan si la temperatura del planeta sigue aumentando, ya que es el periodo geológico más cercano en el que se dan las condiciones que se espera se desarrollen durante la segunda parte del siglo XXI.

## Flora del Plioceno

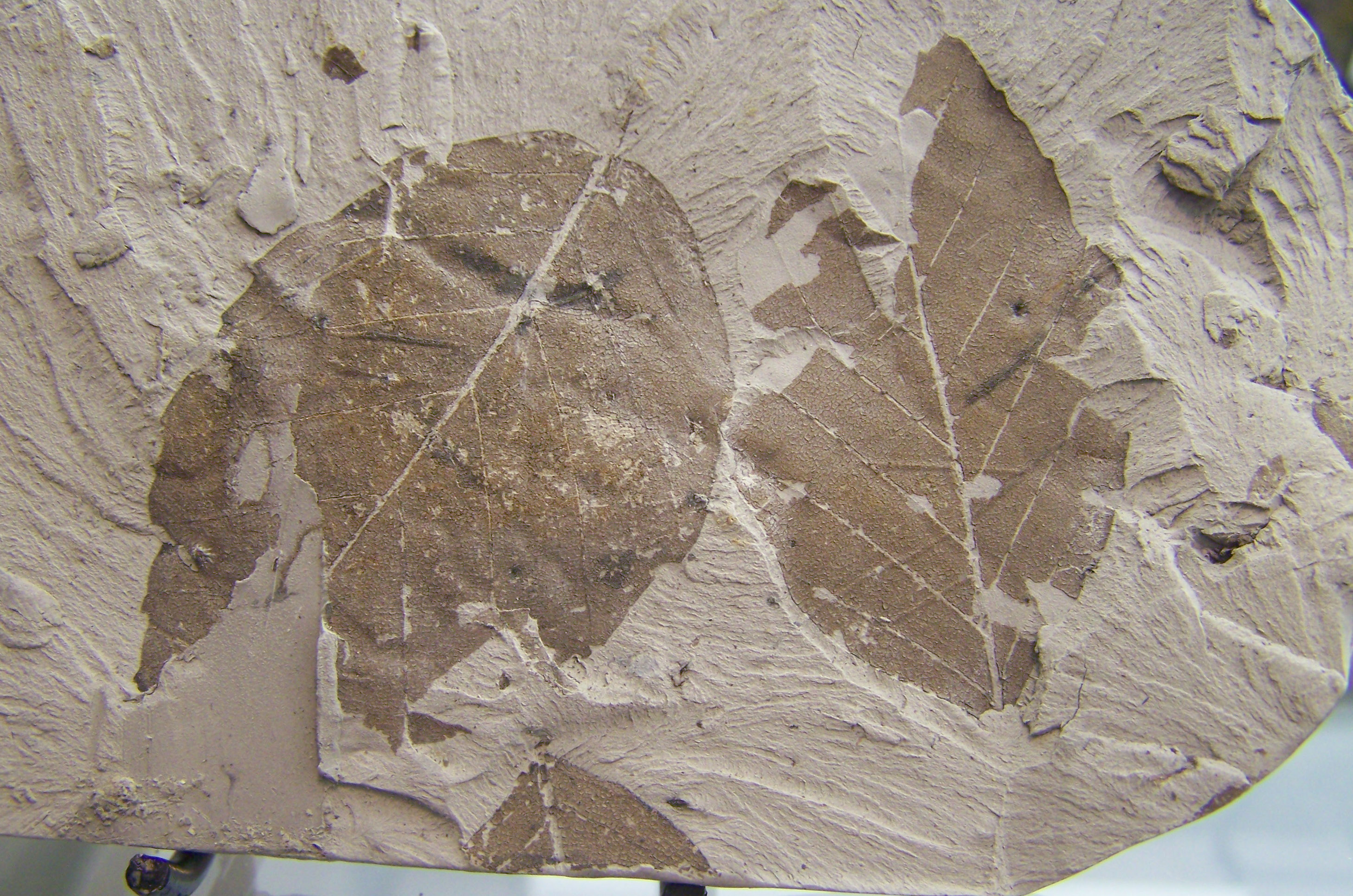
Hojas fósiles de Fagus gussonii.

El cambio a un clima más frío, seco y estacional trajo consigo grandes impactos en la vegetación del Plioceno, reduciendo las especies tropicales a nivel mundial. Los bosques caducifolios proliferaron, los bosques de coníferas y la tundra cubrieron gran parte del norte, y los pastizales se esparcieron por áreas extensas. Las selvas tropicales se vieron limitadas a una estrecha banda alrededor del Ecuador, y además de las resecas sabanas, los desiertos aparecieron en Asia y África.

## Fauna del Plioceno
La fauna continental y marina fue esencialmente moderna, a pesar de que la fauna continental tenía un aspecto algo más primitivo que la actual. El primer homínido reconocible, el Australopithecus, apareció en el Plioceno.
Las colisiones entre masas de tierra trajeron consigo una mayor migración y entrecruzamiento entre especies antes aisladas. Los herbívoros crecieron, al igual que los predadores especializados.

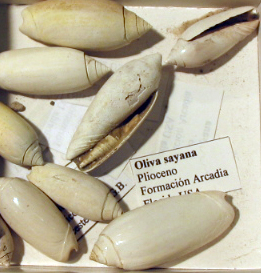
Oliva sayana
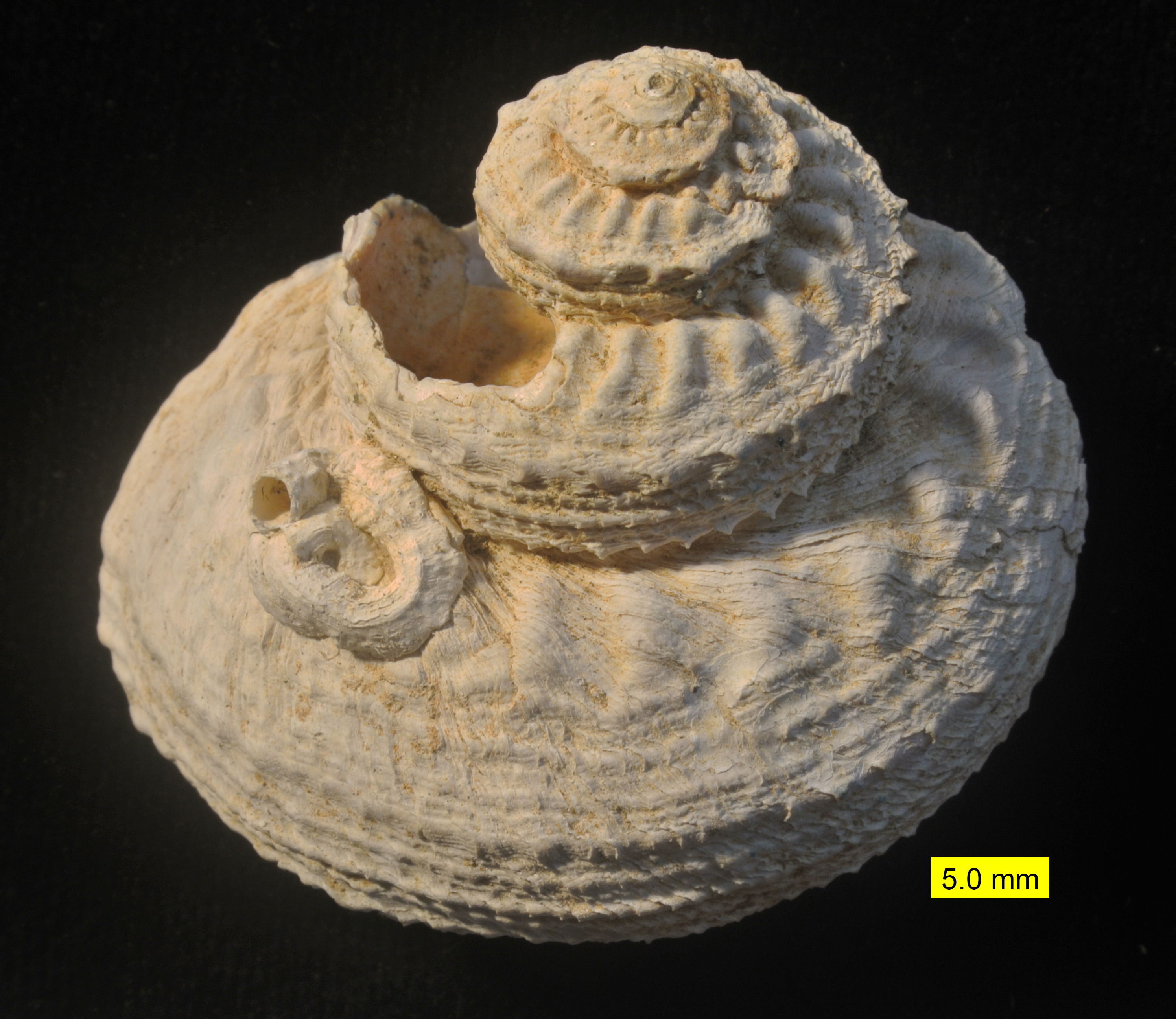
Gasterópodo con un serpúlido adherido
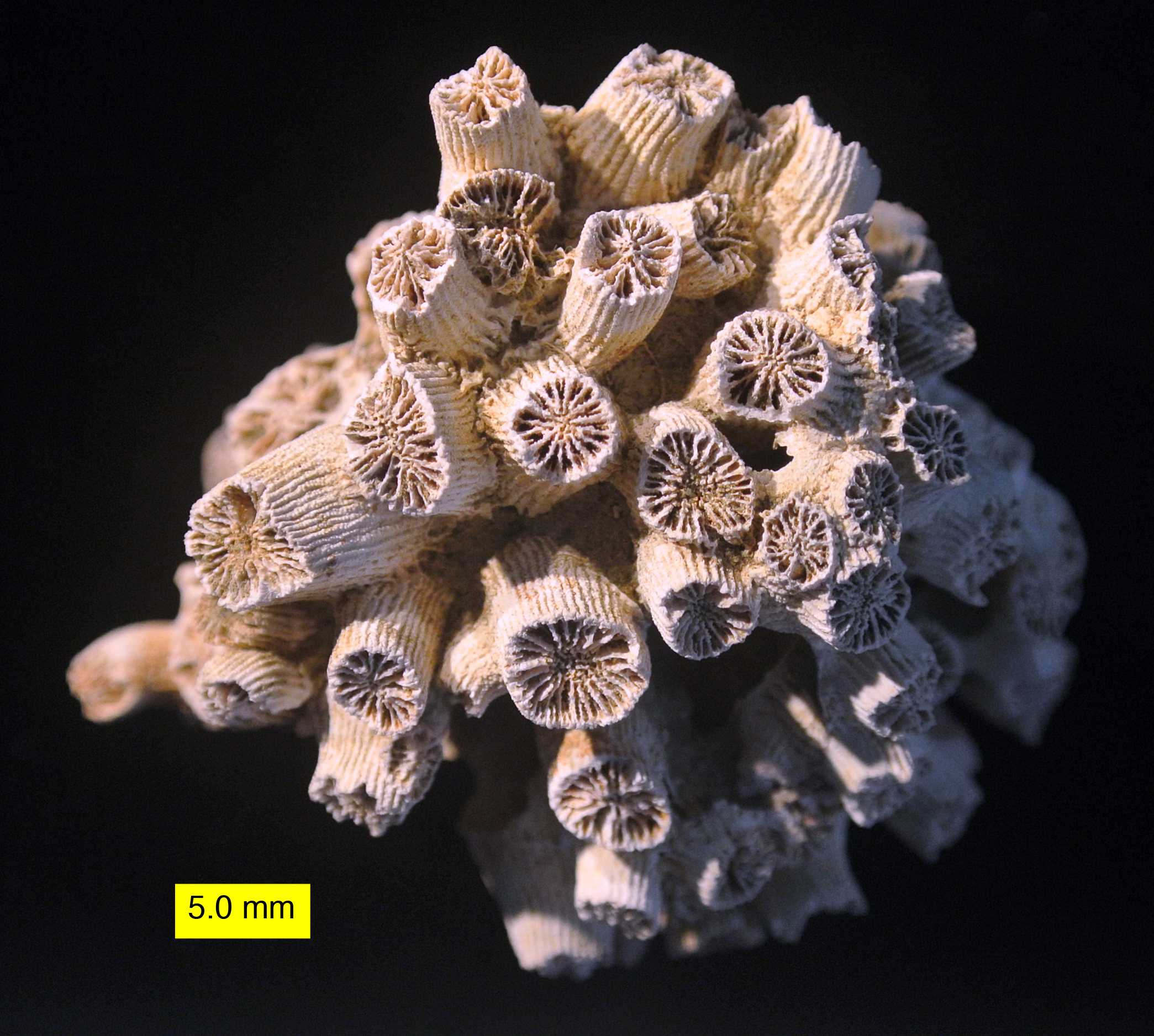
Cladocora (coral)
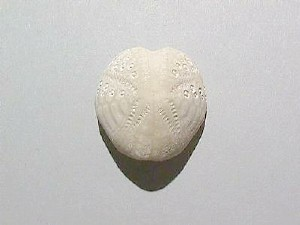
Lovenia (Equinoideo)

### Mamíferos
En Norteamérica, los roedores, mastodontes y gonfoterios, así como las zarigüeyas y tlacuaches, siguieron con éxito, mientras que los animales con pezuñas (ungulados) declinaron a medida que las poblaciones de los camellos, venados y caballos declinaban. Los tapires y rinocerontes casi se extinguen, mientras que los chalicóteros se extinguieron por completo. Los carnívoros se diversificaron, incluyendo las comadrejas, y los cánidos y osos cazadores rápidos prosperaron. Los perezosos terrestres, los gliptodontes y los armadillos migraron hacia el norte con la formación del Istmo de Panamá.
En Eurasia los roedores prosperaron, mientras que la cobertura de los primates declinó. Los elefantes, gonfoterios y stegodontes tuvieron éxito en Asia, y los Hyracoidea migraron hacia el norte desde África. Los caballos declinaron en diversidad, mientras que los tapires y rinocerontes prosperaron, al igual que las vacas y los antílopes. Algunas especies de camellos cruzaron hacia Asia desde Norteamérica. Las hienas y los primeros felinos dientes de sable aparecieron, uniéndose a predadores como los perros, los osos y las comadrejas.
África fue dominada por los animales con pezuñas, y los primates continuaron su evolución, culminando con la aparición del Australopithecus en el Plioceno tardío. Los roedores también tuvieron éxito, y las poblaciones de elefantes crecieron. Las vacas y antílopes continuaron su diversificación, rebasando a los cerdos en diversidad. Aparecieron las primeras jirafas, y los camellos migraron hacia Asia por Alaska y Chukotka. Los caballos y los rinocerontes modernos aparecieron. Los osos, perros y comadrejas, originarias de Norteamérica, se unieron a los gatos, hienas y civetas como predadores africanos, obligando a las hienas a adaptarse como carroñeros especializados.
Sudamérica fue invadida por especies norteamericanas por primera vez desde el Cretáceo, con roedores y primates norteamericanos mezclándose con animales sudamericanos. Los litopternos y los notoungulados, ambas especies nativas sudamericanas, prosperaron. Los pequeños mustélidos, semejantes a las comadrejas, y los coatíes, ambos carnívoros, migraron desde el norte. Los gliptodontes herbívoros prosperaron, así como los perezosos gigantes terrestres y los armadillos más pequeños.
Los marsupiales siguieron siendo los mamíferos dominantes en Australia, con formas herbívoras incluyendo el wombat, el canguro y los enormes diprotodontes. Los marsupiales carnívoros continuaron su caza en el Plioceno, incluidos los dasiúridos, los tilacinos (incluyendo el tigre de Tasmania), y el león marsupial. Los primeros roedores llegaron, los murciélagos prosperaron así como las ballenas. Apareció también el ornitorrinco, un mamífero monotrema.

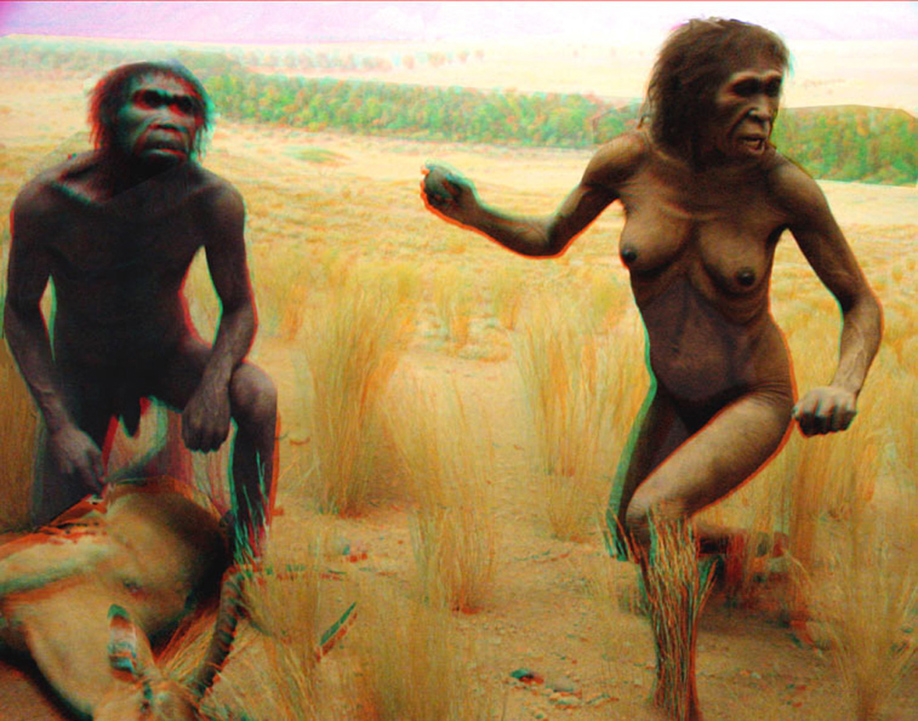
Australopithecus
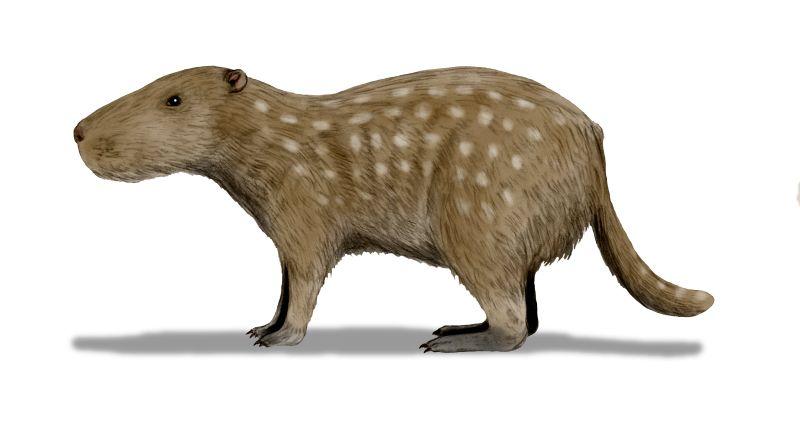
Josephoartigasia
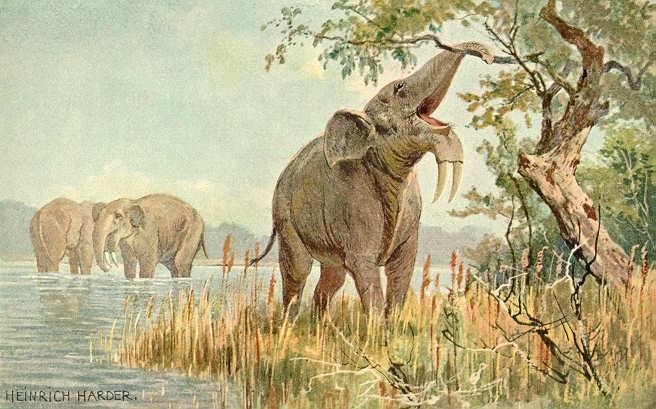
Deinotherium
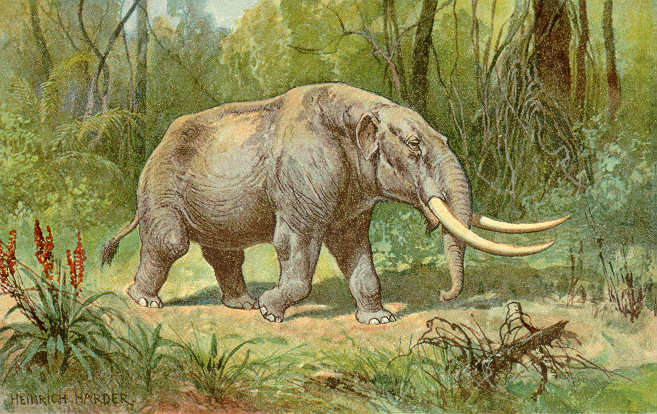
Mammut (mastodonte)
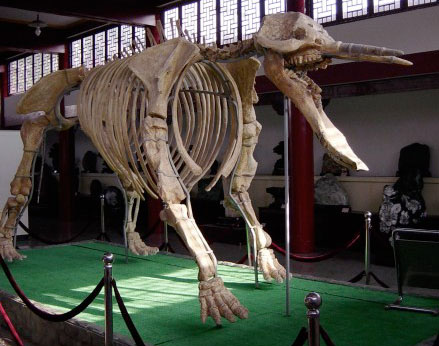
Gonfoterio
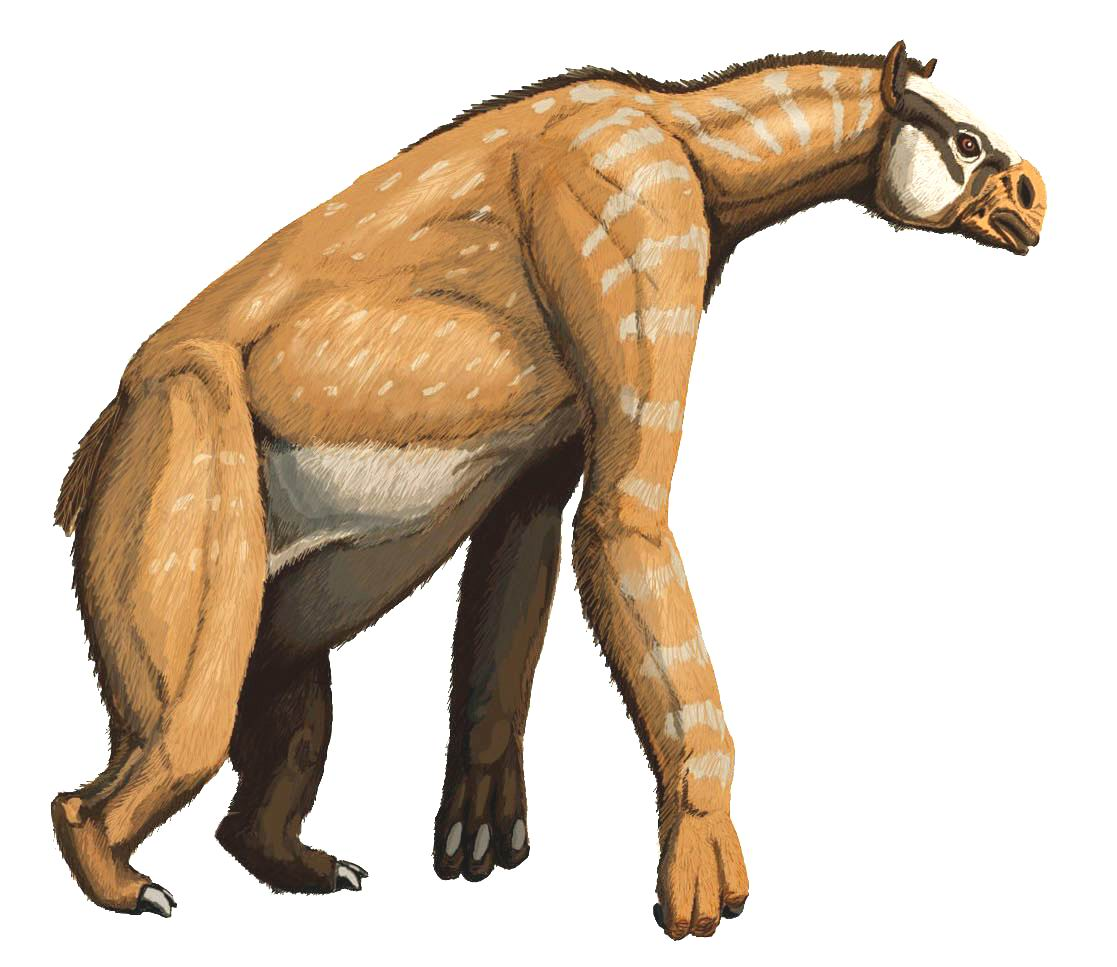
Chalicotherium
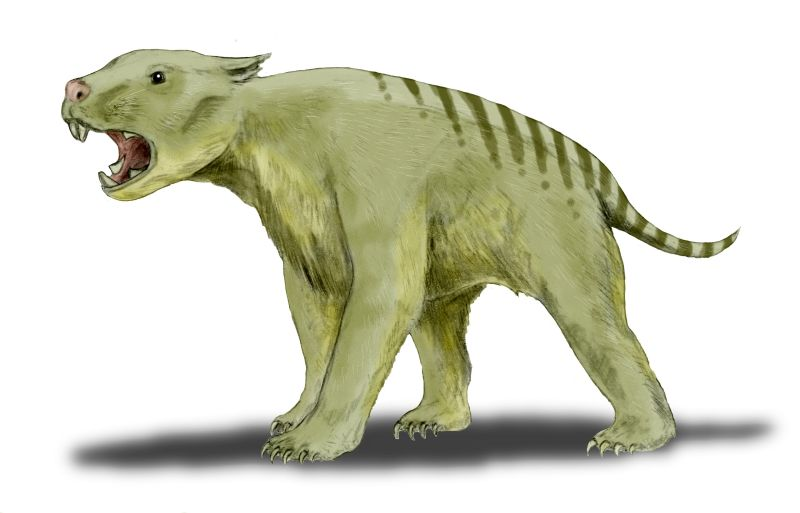
Thylacoleo (león marsupial)
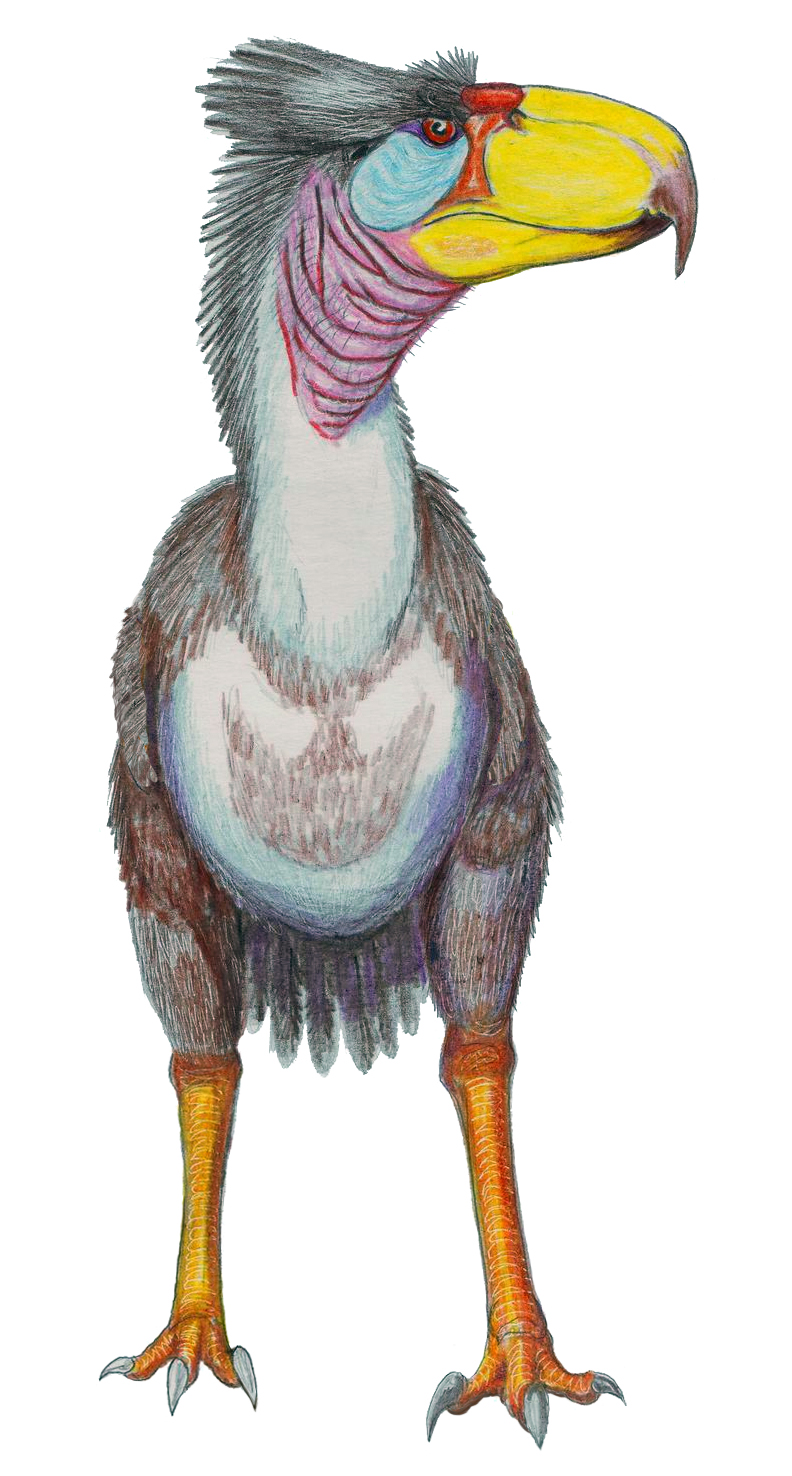
Titanis

### Aves
Las aves depredadoras sudamericanas de la familia Phorusrhacidae son poco frecuentes en esta época; entre las últimas estaba Titanis, una gran ave que emigró a Norteamérica y rivalizó inicialmente con los mamíferos depredadores. Otras aves evolucionaron en este período, algunas modernas, otras actualmente extintas.

### Reptiles
Los cocodrilos y caimanes se extinguieron en Europa al enfriarse el clima. Los géneros de serpientes venenosas aumentaron a medida que evolucionaban roedores y aves.

## Supernova
En 2002, los astrofísicos Benítez, Maíz-Apellániz y Canelles, dedujeron que hace aproximadamente dos millones de años, hacia el final del Plioceno, una estrella del grupo de estrellas O y B de la Asociación estelar de Scorpius-Centaurus a unos 130 años luz de la Tierra, explotó como supernova, lo suficientemente cerca de la Tierra como para provocar un gran deterioro en la capa de ozono, lo que pudo haber sido la causa de una extinción masiva en los océanos. Para ello se basaron en las anomalías del isótopo 60Fe de esa época encontradas en los fondos oceánicos.